# Palmitinho

Mapa localizador de la ciudad de Palmitinho en Rio Grande do Sul

Palmitinho es un municipio brasileño del estado de Rio Grande do Sul.
Se encuentra ubicado a una latitud de 27º21'18" Sur y una longitud de 53º33'18" Oeste, estando a una altitud de 516 metros sobre el nivel del mar. Su población estimada para el año 2004 era de 7.014 habitantes.
Ocupa una superficie de 144,48 km².
- Datos: Q653410
- Multimedia: Palmitinho / Q653410